# 津巴布韦解放音乐
津巴布韦解放音乐（英語：Chimurenga music）是起源于20世纪70年代津巴布韦的一个音乐流派。绍纳语中的 Chimurenga 一词意为「革命解放」，而在罗德西亚丛林战争中被以托马斯·马普福莫用以形容他的革命音乐。在津巴布韦独立之后，津巴布韦解放音乐开始成为了批判贪污以及政府管理不利等的一个手段。